# アイスホッケーアンドラ代表
アイスホッケーアンドラ代表（アイスホッケーアンドラだいひょう、英語: Andorra national ice hockey team）はアンドラの男子アイスホッケーナショナルチームである。
1995年に国際アイスホッケー連盟に加盟したがこれまで国際試合に登場したことはない。国内では室内競技場が1つあり、86名の選手が登録されている。